# F the Prom
F the Prom (anche conosciuto come F*&% the Prom) è un film del 2017 diretto da Benny Fine.
È stato pubblicato online e on-demand il 5 dicembre 2017.

## Trama
Maddy Datner e il suo migliore amico Cole Reed frequentano il loro primo giorno di liceo al Charles Adams High. Cole diventa la vittima di uno scherzo quando un altro studente mostra a tutti le sue mutande bianche e si guadagna il soprannome di "Tighty". Invece di difenderlo, Maddy decide di non intervenire e da quel momento in poi si rifiuta di parlare con Cole.
Tre anni dopo, Maddy è al vertice della gerarchia sociale e frequenta il ragazzo più fico della scuola, Kane. Cole, ancora evitato dai suoi compagni, ha deciso di iscriversi ad un prestigioso college d'arte. Maddy sorprende la sua migliore amica Marissa a fare amicizia con Kane. Rivelando il suo disgusto per il recente comportamento egocentrico di Maddy, Marissa spiega che intende essere incoronata Regina al ballo di fine anno, il quale Maddy avrebbe dovuto vincere. Quella notte, Maddy va a casa di Cole e i due si riconciliano. Maddy suggerisce all'amica di rovinare il ballo e chiedono aiuto ad un amico di Cole, Felicity. Quest'ultimo  inizialmente si rifiuta di aiutarle ma quando Maddy si difende da Cole contro Kane accetta di farlo e chiede l'aiuto di altri emarginati sociali per eseguire il piano.
Maddy annuncia che intende portare Cole al ballo, il che aumenta notevolmente il suo status sociale. Marissa cerca di conquistare il ragazzo, ma lui la respinge. Kane, nel frattempo, cerca perdono da Maddy. Felicity rivela che un tempo, lei e Kane stavano insieme, fino a quando Marissa non ha manipolato Kane facendole scaricare per Maddy. Mentre si avvicina la data del ballo, Maddy perdona Kane e decide di non frequentarsi con Cole. Sentendosi ferito, Cole nearly calls the plan off, ma suo padre interviene. Ex re del ballo, è venuto a rimpiangere il suo comportamento al liceo, e crede che la sua mancanza di umiltà sia stata la ragione per cui lui e la madre di Cole alla fine si sono separati. L'uomo spinge Cole ad umiliare gli studenti popolari in modo che non risultino come lui.
La notte del ballo di fine anno, Felicity e gli altri cospiratori mettono a dura prova il sistema di voto, drogano il punch di Marissa, mettono i ragazzi popolari l'uno contro l'altro servendosi dei social media e pubblicano online false immagini pornografiche di un ragazzo. Alla fine della notte, Maddy è incoronata reginetta del ballo, ed è quindi cosparsa di catrame - la punizione destinata a Marissa - prima che uno degli studenti azioni l'allarme antincendio. Marissa si prende la rivincita su Cole per averla respinta, ancora una volta, ansimando di fronte alla folla. Infuriato, Cole pronuncia un lungo discorso in cui critica il modo in cui gli studenti si sono feriti a vicenda nel perseguimento di una popolarità che alla fine è priva di significato o valore.
Cole ignora Maddy per il resto dell'anno scolastico a causa del suo tradimento al ballo. Dopo aver ottenuto il diploma, tuttavia, Cole si ferma a casa di Maddy per darle un romanzo grafico dei suoi disegni come un regalo d'addio. Confessa anche i suoi sentimenti per lei. Maddy ricambia i suoi sentimenti ed i due si baciano, ma Cole rifiuta la sua offerta di intraprendere una relazione desiderando invece che i due rimangano amici.